# جيري براون (لاعب كرة قاعدة)
جيري براون (بالإنجليزية: Jerry Browne)‏ هو لاعب كرة قاعدة أمريكي، ولد في 13 فبراير 1966 في كريستيانستيد في الولايات المتحدة.

## وصلات خارجية
- جيري براون على موقعبيزبول رفرنس.كوم (الدوري الرئيسي) (الإنجليزية)
- جيري براون على موقع مشجعي الرسوم البيانية (الإنجليزية)